# Pugilato ai Giochi della X Olimpiade - Pesi welter
La competizione della categoria pesi welter (fino a 66,7 kg) di pugilato ai Giochi della X Olimpiade si è svolta dal 9 al 13 agosto 1932 al Grand Olympic Auditorium di Los Angeles.

## Classifica finale
| Pos.    | Atleta             | Nazione       |
| ------- | ------------------ | ------------- |
| Oro     | Edward Flynn       | Stati Uniti   |
| Argento | Erich Campe        | Germania      |
| Bronzo  | Bruno Ahlberg      | Finlandia     |
| 4       | Dave McCleave      | Gran Bretagna |
| 5       | Carl Jensen        | Danimarca     |
| 5       | Luciano Fabbroni   | Italia        |
| 5       | Robert Barton      | Sudafrica     |
| 5       | Lucien Laplace     | Francia       |
| 9       | Luis Sardella      | Argentina     |
| 9       | John Flood         | Irlanda       |
| 9       | Carlos Padilla     | Filippine     |
| 9       | Alberto Romero     | Messico       |
| 9       | Aikoku Hirabayashi | Giappone      |
| 9       | Nils Althin        | Svezia        |
| 9       | Harold Thomas      | Nuova Zelanda |
| 9       | Tony Mancini       | Canada        |

## Incontri
|  | Primo Turno 9 agosto | Primo Turno 9 agosto | Primo Turno 9 agosto |  |  | Quarti di Finale 10 agosto | Quarti di Finale 10 agosto | Quarti di Finale 10 agosto |  |               | Semifinale 11 agosto | Semifinale 11 agosto | Semifinale 11 agosto |         |               | Finale 13 agosto | Finale 13 agosto | Finale 13 agosto |
|  |                      |                      |                      |  |  |                            |                            |                            |  |               |                      |                      |                      |         |               |                  |                  |                  |
|  | Edward Flynn         | Edward Flynn         | P                    |  |  |                            |                            |                            |  |               |                      |                      |                      |         |               |                  |                  |                  |
|  | Luis Sardella        | Luis Sardella        |                      |  |  | Edward Flynn               | Edward Flynn               | P                          |  |               |                      |                      |                      |         |               |                  |                  |                  |
|  | Robert Barton        | Robert Barton        | P                    |  |  | Robert Barton              | Robert Barton              |                            |  |               |                      |                      |                      |         |               |                  |                  |                  |
|  | John Flood           | John Flood           |                      |  |  |                            |                            |                            |  | Edward Flynn  | Edward Flynn         | P                    |                      |         |               |                  |                  |                  |
|  | Dave McCleave        | Dave McCleave        | W                    |  |  |                            | Dave McCleave              | Dave McCleave              |  |               |                      |                      |                      |         |               |                  |                  |                  |
|  | Alberto Romero       | Alberto Romero       | DQ                   |  |  | Dave McCleave              | Dave McCleave              | P                          |  |               |                      |                      |                      |         |               |                  |                  |                  |
|  | Lucien Laplace       | Lucien Laplace       | P                    |  |  | Lucien Laplace             | Lucien Laplace             |                            |  |               |                      |                      |                      |         |               |                  |                  |                  |
|  | Carlos Padilla       | Carlos Padilla       |                      |  |  |                            |                            |                            |  |               | Edward Flynn         | Edward Flynn         | P                    |         |               |                  |                  |                  |
|  | Erich Campe          | Erich Campe          | P                    |  |  |                            | Erich Campe                | Erich Campe                |  |               |                      |                      |                      |         |               |                  |                  |                  |
|  | Aikoku Hirabayashi   | Aikoku Hirabayashi   |                      |  |  | Erich Campe                | Erich Campe                | P                          |  |               |                      |                      |                      |         |               |                  |                  |                  |
|  | Carl Jensen          | Carl Jensen          | P                    |  |  | Carl Jensen                | Carl Jensen                |                            |  |               |                      |                      |                      |         |               |                  |                  |                  |
|  | Nils Althin          | Nils Althin          |                      |  |  |                            |                            |                            |  | Erich Campe   | Erich Campe          | P                    |                      | 3 posto | 3 posto       | 3 posto          |                  |                  |
|  | Bruno Ahlberg        | Bruno Ahlberg        | P                    |  |  |                            | Bruno Ahlberg              | Bruno Ahlberg              |  |               |                      |                      |                      |         |               |                  |                  |                  |
|  | Tony Mancini         | Tony Mancini         |                      |  |  | Bruno Ahlberg              | Bruno Ahlberg              | P                          |  |               |                      |                      |                      |         | Bruno Ahlberg | Bruno Ahlberg    | FF               |                  |
|  | Luciano Fabbroni     | Luciano Fabbroni     | P                    |  |  | Luciano Fabbroni           | Luciano Fabbroni           |                            |  | Dave McCleave | Dave McCleave        |                      |                      |         |               |                  |                  |                  |
|  | Harold Thomas        |                      |                      |  |  |                            |                            |                            |  |               |                      |                      |                      |         |               |                  |                  |                  |